# Walentina Alexandrowna Prudskowa
Walentina Alexandrowna Prudskowa (russisch Валентина Александровна Прудскова; * 27. Dezember 1938 in Jerschow, Oblast Saratow; † 23. August 2020) war eine sowjetische Florett-Fechterin. Sie gewann eine Gold- und eine Silbermedaille bei Olympischen Spielen.

## Erfolge
Sie gehörte von 1957 bis 1968 der sowjetischen Nationalmannschaft an. Bei den Olympischen Sommerspielen 1960 in Rom gewann sie mit der sowjetischen Mannschaft die Goldmedaille im Florett-Teamwettbewerb. Bei den Olympischen Sommerspielen 1964 in Tokio gewann sie mit der sowjetischen Mannschaft die Silbermedaille im Florett-Teamwettbewerb.
Mit der sowjetischen Mannschaft wurde Prudskowa vier Mal Weltmeisterin (1958, 1961, 1965 und 1966) und zwei Mal Silbermedaillengewinnerin (1959 und 1962). 1965 gewann sie zudem die Bronzemedaille im Florett-Einzel.
Prudskowa wurde in der Sowjetunion 1960 mit dem Ehrentitel „Verdiente Meisterin des Sports“ und 1971 mit dem Ehrenzeichen der Sowjetunion ausgezeichnet. Sie spielte für den Verein Burewestnik Saratow.